# Acidaminococcus fermentans
L'Acidaminococcus fermentans   è una specie di batterio appartenente alla famiglia delle Acidaminococcaceae.